# كولن فيريل
كولن فيريل (بالإنجليزية: Colin Ferrell)‏ هو لاعب كرة قدم أمريكية أمريكي، ولد في 11 نوفمبر 1984 في بلدة هاميلتون ‏ في الولايات المتحدة.